# Gondecourt

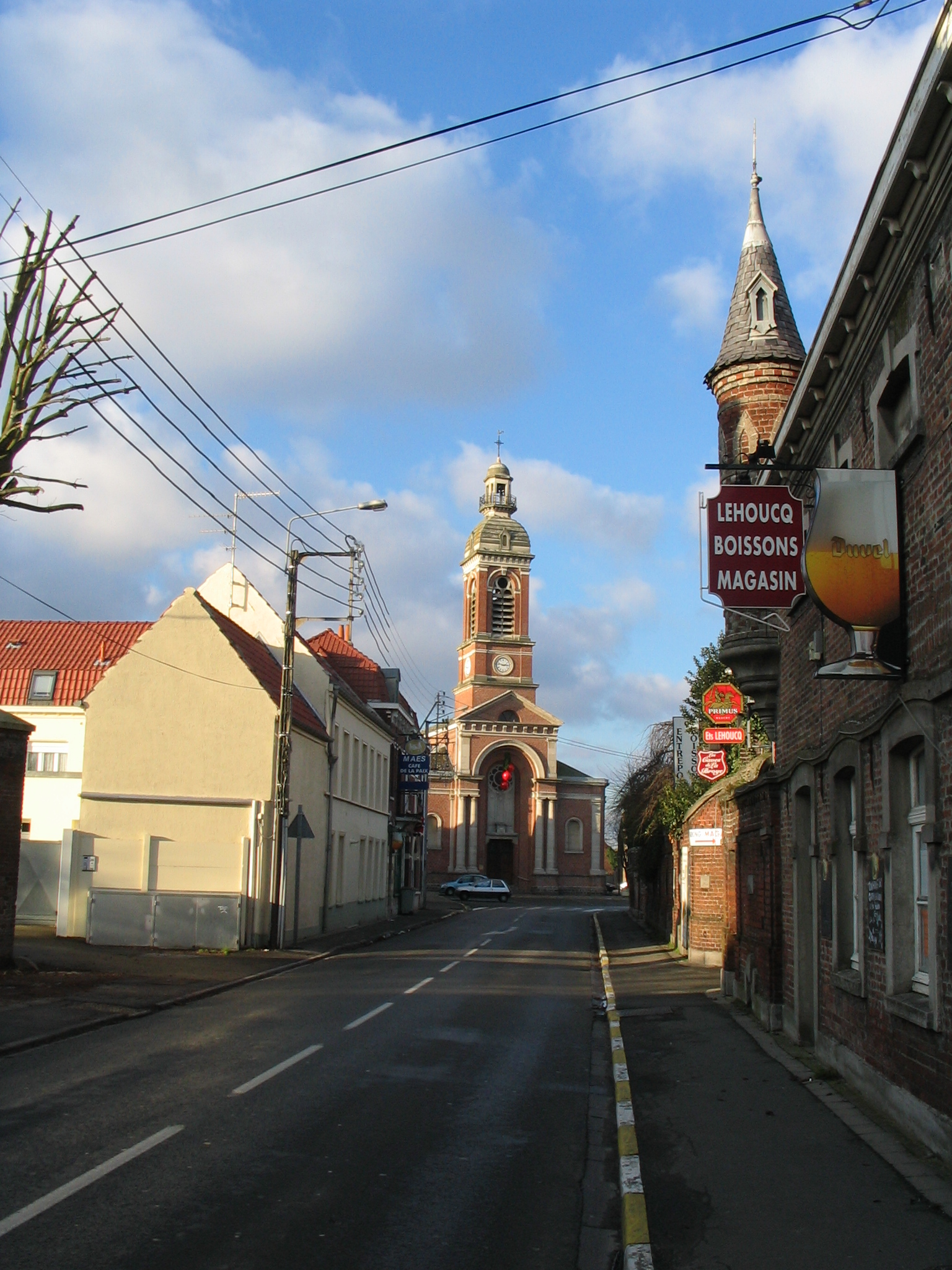
Rue de la poste

Gondecourt – miejscowość i gmina we Francji, w regionie Hauts-de-France, w departamencie Nord.
Według danych na rok 1990 gminę zamieszkiwało 3777 osób, a gęstość zaludnienia wynosiła 459 osób/km² (wśród 1549 gmin regionu Nord-Pas-de-Calais Gondecourt plasuje się na 234. miejscu pod względem liczby ludności, natomiast pod względem powierzchni na miejscu 438.).